# نوتي مساعد
الملَّاح المُحنك أو المُتَمرِّس أو النُّوتيّ المُساعد بحار وعضو في قسم سطح السفينة التجارية ذو خبرة تزيد عن عامين في البحر وعلى دراية جيدة بواجبه. قد يعمل النُّوتيّ المساعد مراقبًا أو عاملًا يوميًا أو يلم بهما معًا. بمجرد الحصول على قدر كافٍ من الوقت البحري يمكن له التقدم للحصول على سلسلة من الدورات أو الاختبارات ليصبح ضابطًا.

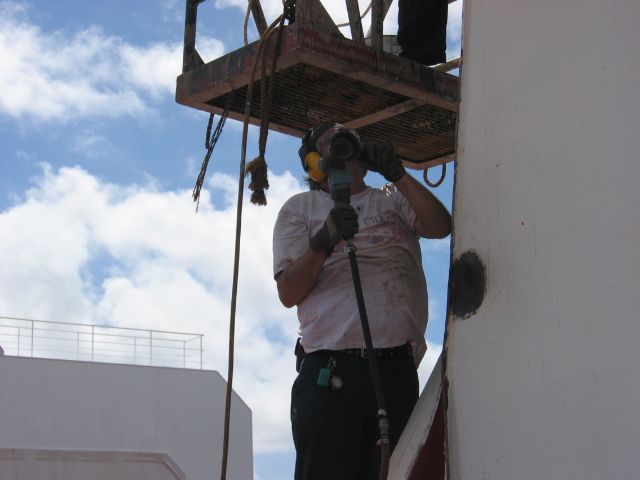
النوتي المساعد يجهز الصاري

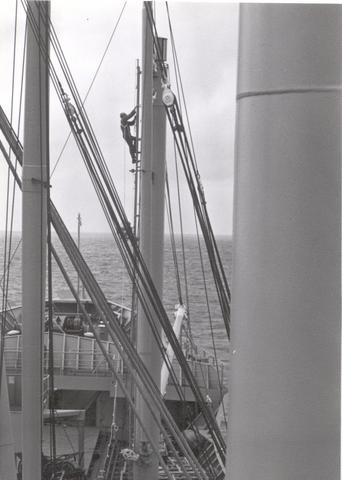